# Лещиця (Польща)
Лещиця (пол. Leszczyca) — село в Польщі, у гміні Ґізалки Плешевського повіту Великопольського воєводства.
Населення — 159 осіб (2011).
У 1975-1998 роках село належало до Каліського воєводства.

## Демографія
Демографічна структура станом на 31 березня 2011 року:
|          | Загалом | Допрацездатний вік | Працездатний вік | Постпрацездатний вік |
| -------- | ------- | ------------------ | ---------------- | -------------------- |
| Чоловіки | 78      | 16                 | 58               | 4                    |
| Жінки    | 81      | 18                 | 50               | 13                   |
| Разом    | 159     | 34                 | 108              | 17                   |